# Johan Skutenhielm
Johan Skutenhielm, tidigare Berg, född 23 mars 1646 i Linköpings församling, Östergötlands län, död 23 augusti 1730 i Stockholm, var en svensk ämbetsman. Han var stamfar för adliga ätten Skutenhielm.

## Biografi
Johan Skutenhielm föddes 1646 i Linköpings församling. Han var son till ingenjören Anders Olofsson Berg och Brita Gudmundsdotter Skute. Skutenhielm studerade vid Katedralskolan, Linköping och blev 19 augusti 1665 student vid Uppsala universitet. Han blev 1669 amanuens hos president Georg Stiernhielm och 1670 amanuens hos rikshistoriografen Johan Widekindi. År 1671 blev han statssekreterare i Karlshamn och 1672 kanslist i svenska meditationsverket i Köln. Han blev därefter kanslist vid beskickningen till Holland 1674 och kanslist i justitieexpeditionen 1675. Från 1680 till 1682 var han notarie i i kommissionen i Pommern och Bremen. Han adlades 10 mars 1712 till Skutenhielm och introducerades 1719 i Sveriges riddarhus som nummer 1462. Den 2 januari 1714 blev han revisionssekreterare och var från oktober samma år ledamot i lagkommissionen. Skutenhielm avled 1730 i Stockholm och begravdes 29 augusti samma år i Adelsö kyrka.

### Familj
Skutenhielm gifte sig 9 juni 1682 med Christina Bergman (död 1744). Hon var dotter till rådmannen och handelsmannen Mattias Bergman och Christina Erdtman i Stockholm. De fick tillsammans barnen Christina Brita Skutenhielm (1683–1710), Johanna Maria Skutenhielm (1685–1761) som var gift med kommissarien Josef Waller och generalauditören Peter Svaretz, Gustaf Skutenhielm (född 1687), kanslirådet Anders Skutenhielm (1688–1753) i Danmark som slöt ätten, Gustaf Skutenhielm (född 1690), kamreren Edvard Skutenhielm (1692–1740) i Sveriges riddarhus, Catharina Elisabet Skutenhielm (1693–1710) och Anna Beata Skutenhielm (1695–1710).